# یلرآسن
یِلِرآسِن (به لاتین: Gjelleråsen) یک منطقهٔ مسکونی و جنگل در نروژ است که در شهرداری اسلو واقع شده‌است.